# Heine & Co.
Die Heine & Co. AG war ein Unternehmen zur Destillation von ätherischen Ölen und Riechstoffen.

## Geschichte

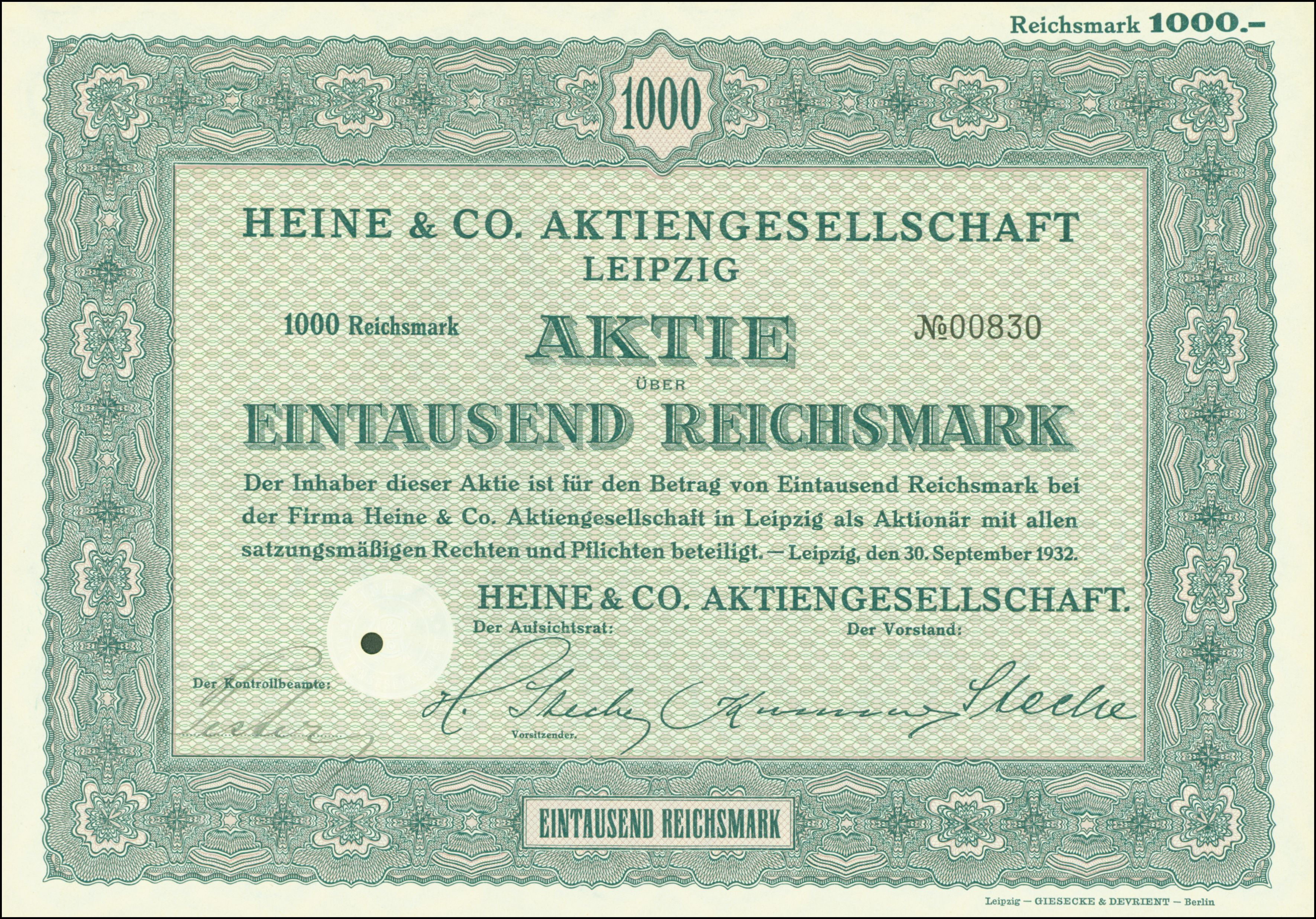
Aktie über 1000 RM der Heine & Co. AG vom 20. September 1932

Das Unternehmen wurde 1859 von den Unternehmern Carl Heine und Otto Steche (1834–1908), Bruder des Kunsthistorikers Richard Steche, in Leipzig gegründet. Die Eigentümer eröffneten eine weitere Fabrik bei Riesa. Durch Zweigniederlassungen in Berlin, New York City, Kalkutta und Paris entwickelte sich Heine & Co. in der Folgezeit zu einem „Weltunternehmen“. Seit 1887 war der Chemiker Albert Steche Teilhaber. 1911 wurde das Unternehmen Aktiengesellschaft (AG). Im Zweiten Weltkrieg wurde der Firmensitz weitgehend zerstört. Dennoch produzierte das Unternehmen weiter und wurde 1954 in eine Kommanditgesellschaft (KG) umgewandelt wurde. Der geschäftsführende Komplementär der KG war bis 1956 Hans Steche (1868–1956), der jüngere Bruder von Albert Steche.
1972 wurde die Heine & Co. KG verstaatlicht. Der neue Name war VEB Aromatic Leipzig. Zu den Produkten gehörten ätherische Öle, Fruchtaromen, Getränkefarbstoffe, Gewürzessenzen und Lebensmittelfarbstoffe. 1977 wurde das Unternehmen um die VEB Geschmackstoffe Leipzig und VEB Leipziger Essenzen erweitert. Ab 1977 wurde Aromatic Leipzig dem VEB Rosenol Leipzig unterstellt. 1981 wurde es Betrieb des VEB Kombinat Chemisch-Technische Erzeugnisse Leipzig. 1985 untergliederte man die Firma dem VEB Kombinat Öl und Margarine Magdeburg. 1992 meldete das Nachfolgeunternehmen Aromatic GmbH Leipzig Insolvenz an.
Nach Angaben des Staatsarchivs Leipzig seien seit 1958 mit dem Unternehmen das in der DDR beliebte Schaumbad Badusan und dessen alleinige Rechte verbunden. Dies erscheint nur teilweise richtig, da die Marke Badusan 2008 zusammen mit allen Rezepturen von einem sächsischen Unternehmer von der in Insolvenz gegangenen gerana cosmetics aufgekauft wurde. Badusan wird heute in Riesa produziert und in Kesselsdorf von der Badusan GmbH abgefüllt und vertrieben.